# Henry Draper
Henry Draper   (comtat de Prince Edward, 7 de març de 1837 - Nova York, 20 de novembre de 1882) fou un metge resident a Nova York i astrònom aficionat.
Després de llegir els treballs de l'astrònom aficionat alemany William Herschel sobre la fabricació de telescopis basant-se en miralls metàl·lics intentà fabricar el seu propi reflector, però obtingué un resultat decebedor; en llegir sobre els nous miralls de vidre de John Herschel i l'argentament superficial inventat per l'alemany Justus von Liebig tornà a polir el seu nou mirall: ideà una variant de l'argentament amb el qual obtingué pel·lícules d'argent duradores dipositades sobre un mirall de vidre, capaces de resistir al polit.
Experimentà tant amb l'argentament com amb el de vidre, modificant la seva composició i característiques; el 1862 finalitzà un mirall per a un telescopi de 39cm d'obertura, que un cop provat resultà ésser un èxit. Immediatament inicià la fabricació d'un nou telescopi, aquesta vegada un reflector de 71cm d'obertura acabat en poc temps, tot i que el polí i millorà fins a deixar-lo definitivament enllestit el 1872: aquell mateix any, en maig, arribà a capturar l'espectre d'un estel (Vega), en el que podien apreciar-se clarament cinc línies.
Fou el primer, a més, en fotografiar la nebulosa d'Orió el 1880.
El seu pare John William Draper fou un metge reputat que el 1840 havia fet ja la primera fotografia de la Lluna. El 1859 Henry Draper fou contractat com a metge del Bellevue Hospital de Nova York i el 1866 fou el degà de la facultat de medicina de la Universitat de Nova York.

## Obres
Els seus treballs són fonamentalment fotogràfics, sobretot els realitzats del trànsit de Venus el 1874. La seva vídua concedí el fons commemoratiu de Henry Draper dotat gairebé amb 400.000 dòlars al Harvard College Observatory amb l'objectiu de finançar la confecció del Henry Draper Catalogue d'espectres estel·lars que avui dia porta el seu nom. La seva neboda Antonia Maury continuaria la seva tasca en ajudar en aquesta feina a Edward Charles Pickering.